# 高田里穗
高田里穗（1994年8月16日—）是一名日本女演员兼时装模特，经纪公司为Sony Music Artists，前Fortune Cookie成员。

## 经历
- 2007年7月（8月号）开始作为青少年向时尚杂志《Pichi Lemon（日语：ピチレモン）》旗下专属模特活动，一直到2011年5月号。
- 2008年开始作为女演员出道，2010年9月到2011年8月于朝日电视台播放的特摄片《假面骑士OOO》中饰演女主角泉比奈。

## 关于本人
- 将来的梦想是当上一个女歌手[2]、并且自己作词自己唱[3]。
- 爱好是上网、购物、口技[4]。
- 擅长的科目是英語、日语、中学的时候是家庭科（日语：家庭科）社的一员[2]。
- 喜欢的男性艺人是松山研一、喜欢的女性艺人是中川翔子[5]。

## 出演

### 综艺节目
- Suiensaa（2010年3月30日 - 、NHK教育频道）
- ウルトラゾーン（日语：ウルトラゾーン (テレビ番組)）（2011年10月16日 - 2012年3月25日、神奈川电视台）饰 タカダ隊員
- 戦国鍋ミュージカル OICHI（日语：戦国鍋TV 〜なんとなく歴史が学べる映像〜#戦国鍋ミュージカル OICHI）（2012年5月12日 - 8月11日、神奈川电视台）饰 お市

### 电视剧
- 吸血鬼男孩（2009年7月 - 9月、关西电视台・富士电视台）- 饰 渋谷彩子
- 假面骑士OOO（2010年9月 - 2011年8月、朝日电视台）- 饰 泉比奈
- 毛骨悚然撞鬼現場 第2話（2012年7月19日、关西电视台）- 饰 東美咲
- Limit 界限（2013年、東京電視台）- 飾 姬澤櫻
- 恶作剧之吻～Love in TOKYO（2013年、富士電視台TWO）- 飾 大泉沙穂子[6]
- 恶灵病栋（2013年7月 - 9月、MBS）- 飾 坂井爱美
- 死神君 第1話（2014年4月18日、朝日電視台）
- 紅十字女護士（2015年8月1日・2日、TBS） - 飾 天野希代（女学生時代）
- 刑警7人 第7話（2015年8月26日、朝日電視台） - 飾 小石川美砂
- 天使心 第4話（2015年11月1日、日本電視台）- 飾 倉本綾菜
- 福岡戀愛白書11（2016年3月26日、KBC）- 飾 真由
- 信濃的哥倫布3（2016年11月14日、TBS） - 飾 田尻風見子
- 天才麻將少女 阿知賀篇 episode of side-A 第4話・特別編 （2017年12月27日・2018年1月10日、MBS・TBS） - 飾 白水哩
- DOUBLE FANTASY（2018年6月 - 7月、WOWOW）- 飾 明日香りん
- 假面騎士ZI-O 第9話、第10話（2018年10月28日 - 11月11日、朝日電視台） - 飾 泉比奈（友情客串）
- 遺留搜查（朝日電視台）
  - 特別篇8（2019年11月24日）- 飾 北野惠
  - 第7季 第6話（2022年8月18日） - 飾 內藤明日香
- 科搜研之女（朝日電視台）
  - season19 第26話（2020年1月16日） - 飾 浜内詩帆
  - season22 第1話・第5話（2022年10月18日、11月15日） - 飾 由井沙織
- 桃色 杏色 櫻色（2021年2月 - 3月、ABC） - 飾 円山環
- IP〜網路搜查班 第4話（2021年7月22日、朝日電視台） - 飾 高原千夏
- 東京愛情故事 第1話（2020年4月29日 - 11月11日、富士電視台） - 飾 長崎尚子
- liar（2022年2月 - 4月、MBS・TBS） - 飾 文里薫
- 正直不動產 第1話（2022年4月5日、NHK綜合台）- 飾 理華
- 17歲的帝國 第1話（2022年5月7日、NHK綜合台）
- 世界奇妙物語 秋之特別篇2022「「ちょっと待った!」（2022年11月12日、富士電視台） - 飾 澤田里奈
- 詐欺獵人（2022年12月9日、TBS） - 飾 宇佐美怜華
- 乖乖女的戀愛指南（2023年1月2日、朝日電視台） - 飾 中村杏奈
- 三千圓的使用方法（2023年1月7日、東海電視台・富士電視台） - 飾 本木きなり
- 對講機響了之時 第2話（2023年10月19日、大阪電視台） - 飾 大森櫻
- 366日（2024年4月 - 、富士電視台） - 飾 佐武芽美
- 被奪走的我們（2024年4月 - 、MBS）- 飾 中村佳奈
- 錯戀（2024年10月20日 - 、BS東視） - 飾 美留町KAHORI

### 电影
- 青之鳥（日语：青い鳥 (2008年の映画)）（2008年11月29日上映、日活）饰 千葉麗佳
- （2010年11月6日上映、Jolly Roger（日语：ジョリー・ロジャー (企業)））饰 藤堂志摩子
- 假面騎士×假面騎士 OOO & W feat. Skull Movie大戰 Core（2010年12月18日上映、東映）饰 泉比奈
- OOO・電王・All Riders Let's Go假面骑士（2011年4月1日上映、東映）饰 泉比奈
- 假面骑士OOO WONDERFUL 将军与21枚核心硬币（2011年8月6日上映、東映）饰 泉比奈
- 假面騎士×假面騎士 Fourze & OOO Movie大戰 Mega Max（2011年12月10日上映、東映）饰 泉比奈
- 假面骑士x超級戰隊 超級英雄大戰（2012年4月21日上映、東映）饰 泉比奈
- 蒼箏曲（2012年8月11日上映、BANANAFISH）饰 静
- FASHION STORY（预定2012年11月上映、United Entertainment）饰 瞳[7][8]
- 俺物語！！(2015年10月31日公開上映)飾 加賀見
- 剧场灵(2015年11月21日公開上映)飾小葵
- 女子高( 2016年4月9日公開上映)飾 美冬

### 杂志
- Pichi Lemon（日语：ピチレモン）（2007年7月 - 2011年5月号、学习研究社）专属模特
- ピュア☆ピュア（日语：ピュアピュア） Vol.44（2007年9月、辰巳出版（日语：辰巳出版））、Vol.48（2008年5月）
- CM NOW（日语：CM NOW）135号（2008年10月、玄光社（日语：玄光社））
- CM NOW別冊「CM美少女 U-19 セレクション100」（2008年12月、玄光社）
- 少女病（2008年12月、青山出版社）
- Girls! Vol27（2009年1月）、双葉社）
- Bomb (2010年10月、学习研究社)